# Тони Како
Тони Кристиан Како фин. Toni Kristian ”Tony” Kakko (рођен 16. маја 1975) је фински музичар, композитор и певач. Он је углавном познат као вокал, примарни текстописац и главна креативна сила у бенду Соната Арктике од 1996. године.

## Биографија
Како је рођен у Кемију, у Финској и придружио Соната Арктици 1996. године, након студирања клавијатура две године на Музичком институту, и певања, неформално, на локалним фестивалима. Он је, упочетку свирао клавијатуре и певао, али након изласка првог албума бенда, одлучио да се концентрише на певање, након што им се придружио Мико Харкин. Бендови Квин, Стратоваријус, Children of Bodom и Најтвиш су највише утицали на њега. Како такође наводи зиму као један од утицаја. Његов стил певања је чист и углавном пискав. Његов глас је у тенору, али је почело да вришти на каснијим издањима са Сонатом, нарочито The Days of Grays, али и неки крици у позадини песама на Unia.